# Chongjin
Ch'ŏngjin är huvudstaden i provinsen Norra Hamgyong i nordöstra Nordkorea. Den är belägen vid kusten mot Japanska havet och hade strax över 600 000 invånare vid folkräkningen 2008. Detta gör den till landets tredje folkrikaste stad, efter Pyongyang och Hamhung.

## Historia

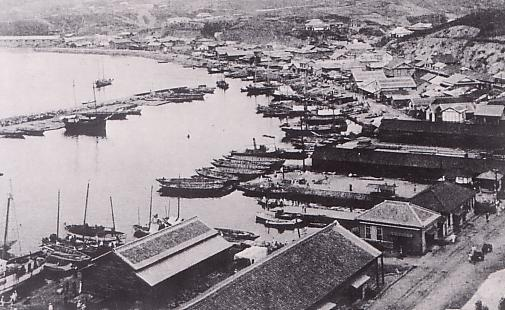
Hamnen i Seishin under den japanska kolonialtiden.

Chongjin var en liten fiskeby till 1908, då den japanska kolonialmakten gjorde den till en betydande hamnstad med namnet Seishin.
Från 1960–1967 och igen 1977–1985 var staden självständig från den omgivande provinsen i egenskap av en administrativ direktstyrd stad (ungefär samma status som Pyongyang, landets huvudstad, har i dag). Sedan dess har staden varit huvudstad i provinsen. 
Enligt ögonvittnesskildringar ska hela den 6:e armékåren av Koreanska Folkarmén, som var stationerad i distriktet Ranam, med omkring tre tusen män ha lämnat staden under en natt hösten 1995. Det ryktas att händelsen ska haft samband med ett kuppförsök mot diktatorn Kim Jong-il och att 6:e armékåren efter detta ersattes av 9:e armékåren från Wonsan.
Staden drabbades hårt av svälten på 1990-talet. Så många som 20 procent av invånarna uppskattas ha dött. Flera folkliga uppror har förekommit i staden, vilket är ovanligt för Nordkorea. Protester från kvinnliga köpmän den 4 mars och 24 augusti 2008 ska ha lett till att myndigheterna tvingades till eftergifter rörande handeln.

## Administrativ indelning
Staden är indelad i sju stadsdistrikt (guyŏk):
- Ch’ŏngam-guyŏk (청암구역; 青岩區域)
- P’ohang-guyŏk (포항구역; 浦港區域)
- Puyun-guyŏk (부윤구역; 富潤區域)
- Ranam-guyŏk (라남구역; 羅南區域)
- Sinam-guyŏk (신암구역; 新岩區域)
- Songp’yŏng-guyŏk (송평구역; 松坪區域)
- Sunam-guyŏk (수남구역; 水南區域)